# Шухевич Ірина Федорівна
Іри́на Фе́дорівна Шухе́вич (уроджена Величко́вська; 21 листопада 1885, Вишнів — 17 лютого 1979, Стемфорд) — українська  художниця й іконописець; член мистецької організації «Зарево» у Кракові, Української спілки образотворчих мистців у Львові, Союзу українок, Союзу українок Америки та Об'єднання митців-українців в Америці.

## Життєпис
Народилася 21 листопада 1885 року в селі Вишневі (нині Івано-Франківський район, Івано-Франківської області, Україна). Мистецьку освіту здобула в школі Станіслава Качора-Батовського у Львові та у 1911—1912 роках — у Школі образотворчих мистецтв для жінок Марії Нєдзєльської в Кракові, де викладали професори Краківської академії мистецтв. Стипендію на навчання отримала від митрополита Андрея Шептицького.
Часто перебувала в місті Долині, де її батько, отець Теодор Величковський, був парохом. Там же взяла шлюб з Павлом Шухевичем і переїхала до Чернівців, де сім'я мешкала у будинку на площі Єлизавети, № 12А. Наступними роками подружжя часто переїжджало, певний час мешкало в Коломиї, потім на півдні Польщі, у Кракові; під час Другої світової війни перебували в Мюнхені.
1949 року емігрувала до Сполучених Штатів Америки й оселилися у Нью-Йорку. Померла в Стемфорді 17 лютого 1979 року. Похована на українському цвинтарі святого Духа у Гемптонбурзі.

## Творчість
Працювала у галузях станкового та монументального живопису, іконопису. Після здобуття мистецької освіти разом зі своїм двоюрідним братом, художником Модестом Сосенком, згодом сама, розмальовувала церкви Галичини (в Більчу Золотому, на Поділлі, в Печеніжині, Конюшках та інших населених пунктах).
Працювала у різних жанрах живопису, проявила себе в анімалістичному жанрі («В стайні», «Теля»), авторка портретів, пейзажів, полотен на релігійну тематику. Писала у реалістичному та імпресіоністичному стилях.
Її ікони є в церквах Галичини, Буковини, в Римі й Сполучених Штатів Америки (Брукліні, Рочестері, Ютіці).
Брала участь у виставках з 1920-х років у Львові та Кракові; 1947 року в Мюнхені, у Баварському національному музеї; у Сполучених Штатах Америки — виставках Об'єднання митців-українців в Америці та виставках організованих Союзом українок Америки.

## Вшанування
В Івано-Франківську є Вулиця Шухевичів, названа на честь не лише Ірини, а й усієї її родини.